# إيلي كوهن (سياسي)
إيلي كوهن هو دبلوماسي وعسكري وسياسي إسرائيلي، ولد في 29 مايو 1949 في القدس في إسرائيل. نشط حزبياً في ليكود. وقد انتخب سفير وانتخب عضو الكنيست ‏ وقد انضم خلال فترته النيابية (22 فبراير 2002 – 17 فبراير 2003) للكتلة البرلمانية ليكود.